# Metodi Maksimov
Metodi Maksimov (mazedonisch Методи Максимов; * 20. August 2002 in Kočani) ist ein nordmazedonischer Fußballspieler.

## Karriere

### Verein
Maksimov begann seine Karriere beim FK Bregalnica Štip. Zur Saison 2017/18 wechselte er zu Rabotnički Skopje. Im Oktober 2018 stand er erstmals im Profikader, kam aber noch nicht zum Einsatz. Sein Debüt in der Prva Makedonska Liga gab er schließlich am ersten Spieltag der Saison 2020/21 gegen Makedonija Skopje. Bis Saisonende kam er zu 25 Einsätzen für den Hauptstadtklub. In der Saison 2021/22 absolvierte er 26 Partien, in denen er viermal traf. In der Saison 2022/23 kam er bis zur Winterpause zu 14 Einsätzen.
Im Januar 2023 wechselte Maksimov zum Ligakonkurrenten KF Shkëndija. Für Shkëndija machte er bis Saisonende zwölf Spiele im nordmazedonischen Oberhaus. In der Saison 2023/24 absolvierte der Außenverteidiger bis zur Winterpause 17 Partien in der Prva Liga. Im Januar 2024 schloss er sich dem österreichischen Bundesligisten LASK an. Die Linzer verliehen ihn allerdings direkt für ein Jahr nach Norwegen an den Zweitligisten Aalesunds FK. Während der Leihe kam er aber verletzungsbedingt nur fünfmal in der 1. Division zum Einsatz.

### Nationalmannschaft
Maksimov spielte im August 2018 erstmals für eine mazedonische Jugendnationalauswahl. Im März 2021 debütierte er für die U-21-Mannschaft.
Im Oktober 2022 spielte er in einem inoffiziellen Länderspiel gegen Saudi-Arabien erstmals für die A-Nationalmannschaft.